# 5173 Stjerneborg
5173 Stjerneborg eller 1988 EM1 är en asteroid i huvudbältet som upptäcktes den 13 mars 1988 av den danska astronomen Poul Jensen vid Brorfelde-observatoriet. Den är uppkallad efter den danske astronomen Tycho Brahe observatorium Stjerneborg på ön Ven.
Asteroiden har en diameter på ungefär 5 kilometer.